# José van Dam

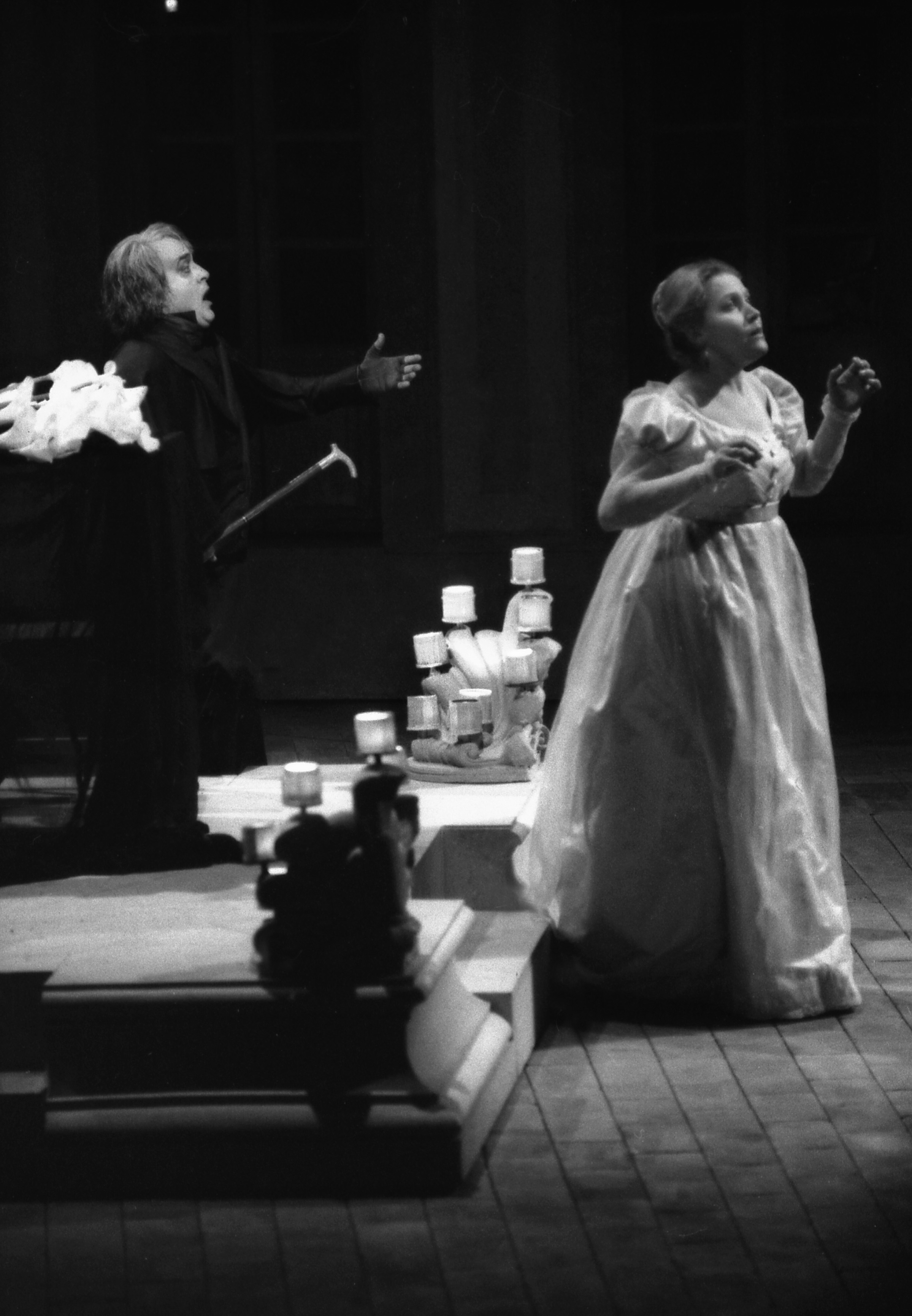
José Van Dam a La Monnaie

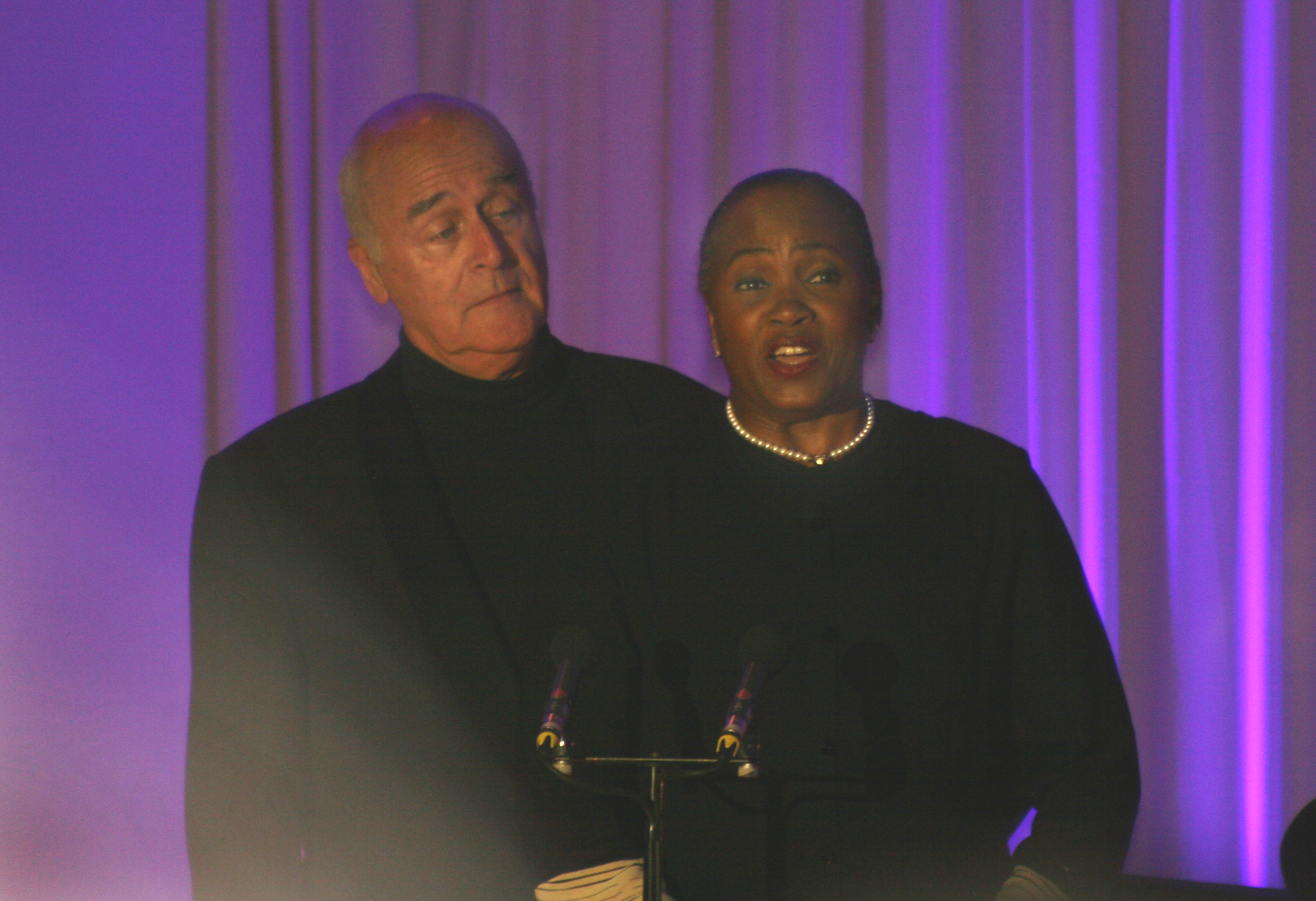
José Van Dam e B. Hendrickx (Brussels, 2006)

José van Dam (Ixelles, 25 agosto 1940) è un basso-baritono belga.

## Biografia
Il basso-baritono belga Joseph van Dam è entrato al Conservatorio Reale di Bruxelles all'età di 17 anni e ha studiato con Frederic Anspach. Un anno dopo si è laureato a pieni voti in canto e interpretazione operistica.
José van Dam ha fatto il suo debutto sulle scene nel ruolo del maestro di musica "Don Basilio" nel Barbiere di Siviglia di Gioachino Rossini all'Opéra de Paris nel 1961 e poi nel 1965, quando ha ricoperto il suo primo ruolo importante, "Escamillo" nella Carmen di Georges Bizet. Egli ha poi cantato per due stagioni a Ginevra, al Teatro alla Scala di Milano, al Covent Garden, a Parigi, soprattutto nel ruolo di "Escamillo".
Nel 1964 vince il Concours international d'exécution musicale de Genève.
Al Grand Théâtre di Ginevra nel 1965 è L'Orateur ne Il flauto magico e 1er apprenti in Wozzeck, nel 1966 Héraut II in Jeanne d'Arc au bûcher di Arthur Honegger, Lodovico in Otello (Verdi) con Tito Gobbi e Gwyneth Jones, Le Bailli in Werther (opera), Un commissaire de police ne Il cavaliere della rosa con Lisa Della Casa, Crespel in Les contes d'Hoffmann con Nicola Rossi-Lemeni e Virginia Zeani e Maître Fal nella prima di "La Mère Coupable" di Darius Milhaud, Jacopo Fiesco in Simon Boccanegra e Le chiffonnier in Louise (opera), nel 1967 Baron Douphol ne La traviata, Sébastien, son frère in La Tempête di Frank Martin con Ramón Vinay, Un Soldat in Salomè (opera), Fritz Kothner ne I maestri cantori di Norimberga e Masetto in Don Giovanni (opera) con Fernando Corena e Graziella Sciutti diretto da Rafael Kubelík, nel 1968 Sancho in Don Quichotte di Jules Massenet, nel 1970 Figaro ne Le nozze di Figaro, nel 1972 Leporello in Don Giovanni con Edda Moser, nel 1980 tiene un recital con musiche di Schumann, Wolf, Ropartz, Ibert e Poulenc, nel 1988 Frère Laurent in Roméo et Juliette con Nicolai Gedda, Hérode/Le père de famille in L'Enfance du Christ di Hector Berlioz, nel 1991 Guillaume Tell in Guglielmo Tell (opera) con Chris Merritt, tiene un recital con musiche di Franz Schubert e Le Hollandais ne L'olandese volante (opera) diretto da Christian Thielemann, nel 1996 tiene un recital con musiche di Brahms, Wolf, Duparc, Ibert e Poulenc, nel 1997 Barak ne La donna senz'ombra, nel 1998 Méphistophélès in La damnation de Faust, nel 2000 Golaud et le Berger in Pelléas et Mélisande (opera) e tiene un recital, nel 2001 Lindorf/Coppélius/Miracle/Dapertutto in Les contes d'Hoffmann, nel 2006 Claudius in Hamlet (opera) e nel 2010 Baron Mirko Zeta in Die lustige Witwe con Jennifer Larmore e tiene un recital con musiche di Fauré, Duparc, Debussy ed Ibert.
Lorin Maazel, dopo averlo sentito cantare, invitò José van Dam a registrare "L'Heure espagnole" di Ravel per l'etichetta Deutsche Grammophon, e poi, nel 1967, lo stesso direttore Lorin Maazel lo invita alla Deutsche Oper di Berlino.
Sempre nel 1967 all'Opera di Santa Fe (Nuovo Messico) è Escamillo in Carmen.
Nel 1968 è Peisandros nella première nella Deutsche Staatsoper di Berlino di "Odysseus" di Luigi Dallapiccola diretto da Maazel.
José van Dam ha partecipato a molti importanti spettacoli al Festival di Salisburgo, tra cui Tempo/Mondo nella prima rappresentazione nella Felsenreitschule di "Rappresentatione di Anima, et di Corpo (per recitar cantando)" di Emilio de' Cavalieri nel 1968, un frate nella prima rappresentazione nel Großes Festspielhaus di "Don Carlo" diretto da Herbert von Karajan con Mirella Freni, Anna Tomowa-Sintow e Christa Ludwig, Plácido Domingo, Piero Cappuccilli, Nicolai Ghiaurov nel 1975, Sprecher nella ripresa nella Felsenreitschule di "Die Zauberflöte" con Edita Gruberová diretto da James Levine nel 1978, Figaro nella ripresa nel Großes Festspielhaus di "Le nozze di Figaro" con Kiri Te Kanawa ed Edith Mathis nel 1979, "Four Villains", "I Racconti di Hoffman" nel 1981, Lindorf/Coppélius/dr.Miracle/Dapertutto nella ripresa nel Großes Festspielhaus di "Les contes d'Hoffmann" diretto da Levine con la Moser e Domingo e "L'Olandese Volante" nel 1982, e "Filippo II" al Festival di Pasqua del 1985, un ruolo che ha anche ripreso al Metropolitan di New York, sempre nel 1985 Escamillo nella ripresa nel Großes Festspielhaus di "Carmen" diretto da Karajan con Agnes Baltsa e José Carreras.
Dal 1970 José van Dam ha cantato in tutti i grandi teatri d'opera del mondo, interpretando musica di Johann Sebastian Bach, Mozart, Brahms, Mahler, Bruckner, Mendelssohn, Poulenc e Schubert.
Alla San Francisco Opera nel 1970 è Escamillo in Carmen, First Nazarene in Salomè e Cesare Angelotti in Tosca (opera) con Renato Capecchi e Régine Crespin e nel 1988 The Dutchman in Der fliegende Holländer.
Al Wiener Staatsoper nel 1972 debutta come Figaro ne Le nozze di Figaro con la Gruberova, nel 1977 Colline ne La bohème, Leporello in Don Giovanni e Ferrando ne Il trovatore con Cappuccilli, Leontyne Price, la Ludwig e Luciano Pavarotti diretto da Herbert von Karajan, nel 1978 Don Giovanni con Anna Tomowa-Sintow e Walter Berry, nel 1980 Un frate in Don Carlo con Ghiaurov, Carreras, la Freni e la Baltsa diretto da von Karajan, nel 1986 Der Holländer in Der fliegende Holländer con la Jones e Jochanaan in Salomè, nel 1990 Hans Sachs in Die Meistersinger von Nürnberg con Lucia Popp diretto da Colin Davis e nel 1991 Golaud/Golo in Pelléas et Mélisande diretto da Claudio Abbado.
Al Teatro alla Scala di Milano debutta nel 1972 come Escamillo nella prima rappresentazione di Carmen (opera) con Fiorenza Cossotto diretto da Georges Prêtre, nel 1974 è Figaro nella prima di Le nozze di Figaro con Hermann Prey, la Freni e Teresa Berganza diretto da Claudio Abbado, nel 1984 tiene un concerto, nel 1987 sostituisce per improvvisa indisposizione Thomas Allen nel ruolo di Don Giovanni con la Gruberova diretto da Riccardo Muti e canta il Requiem (Mozart) con Waltraud Meier diretto da Muti trasmesso da Canale 5, nel 1992 canta Die Winterreise, nel 1995 nella prima di La damnation de Faust con Frederica von Stade diretto da Seiji Ozawa, nel 1997 e nel 1999 tiene un recital e nel 2006 esegue ancora Die Winterreise.
Al Royal Opera House debutta nel 1973 come Escamillo in Carmen con Allen, la Te Kanawa, Domingo e Shirley Verrett diretto da Georg Solti, nel 1984 è Wozzeck, nel 1986 Jokanaan in Salomè con la Jones ed Helga Dernesch e nel 1996 Philippe II in Don Carlo con Roberto Alagna diretto da Bernard Haitink.
Nel 1974 è Gasparo ne Il franco cacciatore al Teatro La Fenice di Venezia.
Nel 1975 è Escamillo nella ripresa nel Nuovo Teatro Regio di Torino di "Carmen".
Per il Metropolitan Opera House di New York debutta nel 1975 come Escamillo in Carmen con la Crespin, nel 1977 è Golaud in Pelléas et Mélisande con Teresa Stratas diretto da Levine e Colline ne La bohème con Renata Scotto e Domingo diretto da James Conlon, nel 1979 Dutchman in Der fliegende Holländer con Jean Kraft diretto da Levine, nel 1980 è Wozzeck diretto da Levine, nel 1986 Figaro ne Le nozze di Figaro con Kathleen Battle e la von Stade diretto da Levine, nel 1989 Lindorf/Coppélius/Dr Miracle/Dapertutto ne Les Contes d'Hoffmann, nel 1996 Méphistophélès in La Damnation de Faust di Berlioz con Anne Sofie von Otter diretto da Levine alla Carnegie Hall nella quale torna per il Met in un concerto nel 2005.
Nel 1983 è Saint-François nella première nel Théâtre de l'Opéra di Parigi di "Saint-François d'Assise" di Olivier Messiaen diretto da Ozawa.
Nel 1985 è Golaud in Pelléas and Mélisande ad Edimburgo nella trasferta dell'Opéra de Lyon diretto da John Eliot Gardiner.
Nel 1988 prende parte al film Il maestro di musica.
All'Opéra National de Paris nel 1992 è Lindorf/Coppélius/Dr Miracle/Dapertutto in Les contes d'Hoffmann e Saint François in San Francesco d'Assisi (opera) con Dawn Upshaw, nel 1993 Der Holländer (Le Hollandais) ne Il vascello fantasma diretto da Chung Myung-whun, nel 1997 Golaud in Pelléas et Mélisande diretto da Conlon, nel 1999 Leporello in Don Giovanni con Bryn Terfel, Carol Vaness e Barbara Frittoli diretto da Conlon, nel 2001 Méphistophélès ne La damnation de Faust di Berlioz con la Larmore diretto da Ozawa, nel 2002 Don Quichotte in Don Quichotte di Massenet e nel 2005 Alexander Petrovich Goriantchikov in De la Maison des morts di Leoš Janáček e Tchélio ne L'amore delle tre melarance.
Nel 2011 è Barbe Bleue in Ariane et Barbe-bleue di Paul Dukas al Gran Teatre del Liceu.
Nel 2012 è Golaud in Pelléas et Mélisande con Magdalena Kozená diretto da Charles Dutoit in Salle des Combins a Verbier.
Nel 2013 è Sprecher in Die Zauberflöte con Nathalie Stutzmann diretto da Simon Rattle al Festspielhaus Baden-Baden.
José van Dam ha anche interpretato, sempre sotto la direzione di Maazel, il Don Giovanni (film 1979) di Wolfgang Amadeus Mozart nella parte di "Leporello" diretto dal regista Joseph Losey.

## Repertorio
| Ruolo                                        | Titolo                                 | Autore        |
| -------------------------------------------- | -------------------------------------- | ------------- |
| Don Fernando                                 | Fidelio                                | Beethoven     |
| Wozzeck                                      | Wozzeck                                | Berg          |
| Méphistophélès                               | La damnation de Faust                  | Berlioz       |
| Ralph                                        | La bella fanciulla di Perth            | Bizet         |
| Escamillo Zuniga                             | Carmen                                 | Bizet         |
| Le Père                                      | Louise                                 | Charpentier   |
| Pisandro                                     | Ulisse                                 | Dallapiccola  |
| Don Diègue                                   | Rodrigue et Chimène                    | Debussy       |
| Golaud                                       | Pelléas et Mélisande                   | Debussy       |
| Mondo Tempo                                  | Rappresentatione di Anima, et di Corpo | de' Cavalieri |
| Nilakantha                                   | Lakmé                                  | Delibes       |
| Don Pasquale                                 | Don Pasquale                           | Donizetti     |
| Il dottore Dulcamara                         | L'elisir d'amore                       | Donizetti     |
| Don Alfonso d'Este                           | Lucrezia Borgia                        | Donizetti     |
| Barbe-Bleue                                  | Ariane et Barbe-bleue                  | Dukas         |
| Oedipe                                       | Oedipe                                 | Enescu        |
| Eumée                                        | Pénélope                               | Fauré         |
| Agamemnon                                    | Iphigénie en Aulide                    | Gluck         |
| Méphistophélès                               | Faust                                  | Gounod        |
| Ourrias                                      | Mireille                               | Gounod        |
| Frère Laurent                                | Roméo et Juliette                      | Gounod        |
| Duparquet                                    | Ciboulette                             | Hahn          |
| Alexander Petrovich Goriantchikov            | Da una casa di morti                   | Janáček       |
| Mirko Zeta                                   | Die lustige Witwe                      | Lehár         |
| Tonio/Taddeo                                 | Pagliacci                              | Leoncavallo   |
| Guercoeur                                    | Guercoeur                              | Magnard       |
| Phanuel                                      | Hérodiade                              | Massenet      |
| Comte Des Grieux                             | Manon                                  | Massenet      |
| Don Quichotte                                | Don Quichotte                          | Massenet      |
| Athanael                                     | Thaïs                                  | Massenet      |
| Saint-François                               | Saint François d'Assise                | Messiaen      |
| Figaro                                       | Le nozze di Figaro                     | Mozart        |
| Don Giovanni Leporello Masetto               | Don Giovanni                           | Mozart        |
| Guglielmo Don Alfonso                        | Così fan tutte                         | Mozart        |
| Sarastro Sprecher                            | Die Zauberflöte                        | Mozart        |
| Coppelius Crespel Dapertutto Lindorf Miracle | Les Contes d'Hoffmann                  | Offenbach     |
| Thomas Becket                                | Assassinio nella cattedrale            | Pizzetti      |
| Celio                                        | L'amore delle tre melarance            | Prokof'ev     |
| Colline                                      | La bohème                              | Puccini       |
| Il barone Vitellio Scarpia Cesare Angelotti  | Tosca                                  | Puccini       |
| Gianni Schicchi                              | Gianni Schicchi                        | Puccini       |
| Le Marquis de la Force                       | Dialogues des Carmélites               | Poulenc       |
| Isménor                                      | Dardanus                               | Rameau        |
| Don Inigo Gomez                              | L'Heure espagnole                      | Ravel         |
| Un Arbre Le Fauteuil                         | L'Enfant et les sortilèges             | Ravel         |
| Don Basilio                                  | Il barbiere di Siviglia                | Rossini       |
| Guillaume Tell                               | Guillaume Tell                         | Rossini       |
| Selim, il Turco                              | Il turco in Italia                     | Rossini       |
| Alaouddin                                    | Padmâvatî                              | Roussel       |
| Jochanaan                                    | Salome                                 | Strauss       |
| Orest                                        | Elektra                                | Strauss       |
| Ein Polizeikommissär                         | Der Rosenkavalier                      | Strauss       |
| Barak                                        | Die Frau ohne Schatten                 | Strauss       |
| Claudius                                     | Hamlet                                 | Thomas        |
| Attila                                       | Attila                                 | Verdi         |
| Fra' Melitone                                | La forza del destino                   | Verdi         |
| Monterone Sparafucile                        | Rigoletto                              | Verdi         |
| Ferrando                                     | Il trovatore                           | Verdi         |
| Giorgio Germont Barone Douphol               | La traviata                            | Verdi         |
| Simon Boccanegra Jacopo Fiesco Paolo Albiani | Simon Boccanegra                       | Verdi         |
| Silvano                                      | Un ballo in maschera                   | Verdi         |
| Filippo II Un frate                          | Don Carlo                              | Verdi         |
| Ramfis Il Re d'Egitto                        | Aida                                   | Verdi         |
| Lodovico                                     | Otello                                 | Verdi         |
| Sir John Falstaff                            | Falstaff                               | Verdi         |
| Der Holländer                                | Der fliegende Holländer                | Wagner        |
| Hans Sachs                                   | Die Meistersinger von Nürnberg         | Wagner        |
| Amfortas                                     | Parsifal                               | Wagner        |

## Discografia parziale
- Bizet, Carmen - Solti/Troyanos/Domingo/Van Dam, 1975 Decca - Grand Prix du Disque
- Bizet, Carmen - Karajan/Baltsa/Carreras/Van Dam, Deutsche Grammophon
- Bizet, Carmen - Maazel/Moffo/Corelli/Cappuccilli/Van Dam, 1971 Eurodisc
- Brahms, Requiem tedesco - Karajan/Hendricks/Van Dam/WPO, Deutsche Grammophon
- Debussy, Pelléas et Mélisande - Abbado/Ewing/Le Roux/Van Dam, Deutsche Grammophon
- Enesco, Oedipe - Jose Van Dam, 2008 EMI
- Mozart, Flauto magico - Karajan/Araiza/Mathis/Van Dam, 1980 Deutsche Grammophon
- Mozart, Nozze di Figaro - Karajan/Stade/Van Dam/Cotrubas/Tomowa-Sintow/Krause, 1978 Decca
- Ravel, Sheherazade, Chansons Madecasses - Boulez/Norman/Harper/Van Dam, CBS/Sony - Grammy Award for Best Classical Vocal Solo 1985
- Strauss, R., Donna senz'ombra - Solti/Domingo/Varady/Van Dam, 1991 Decca - Grammy Award for Best Opera Recording 1993
- Verdi, Un ballo in maschera - Bartoletti/Tebaldi/Resnik/Donath/Pavarotti/Milnes/Van Dam, 1970 Decca
- Wagner, Die Meistersinger von Nürnberg - Solti/van Dam/Heppner/Lippert/Mattila/Opie/Pape/Vermillion/Chicago Symphony Orchestra, 1997 Decca - Grammy Award for Best Opera Recording 1998
- Wagner, Der Fliegende Holländer - von Karajan/van Dam/Moll/Vejzovic/Moser/Borris/Berliner Philharmoniker, 1984 EMI
- Wagner, Parsifal - von Karajan/van Dam/von Halem/Moll/Hofman/Nimsgern/Vejzovic/Berliner Philharmoniker, 1984 Deutsche Grammophon
- The Very Best of José Van Dam, 2005 EMI

## DVD & BLU-RAY parziale
- Brahms, Requiem tedesco (Salisburgo, live, 1978) - Karajan/Janowitz/Van Dam/BPO, regia Herbert von Karajan, Deutsche Grammophon
- Mozart, Don Giovanni (film 1979) - Chorus & Orchestra of the Théâtre National de l'Opera, Paris/Lorin Maazel, 1979 SONY BMG